# Allanblackia floribunda
Allanblackia floribunda är en tvåhjärtbladig växtart som beskrevs av Daniel Oliver. Allanblackia floribunda ingår i släktet Allanblackia och familjen Clusiaceae. Inga underarter finns listade i Catalogue of Life.